# Голушкевич, Владимир Сергеевич
Голушкевич Владимир Сергеевич (2 января 1898 года, Мстиславль — 9 февраля 1964 года, Москва) — советский военачальник, генерал-лейтенант, участник Гражданской, советско-финской и Великой Отечественной войн. В 1942 году был арестован, в 1952 году осуждён (необоснованно репрессирован), в 1953 году реабилитирован.

## Биография

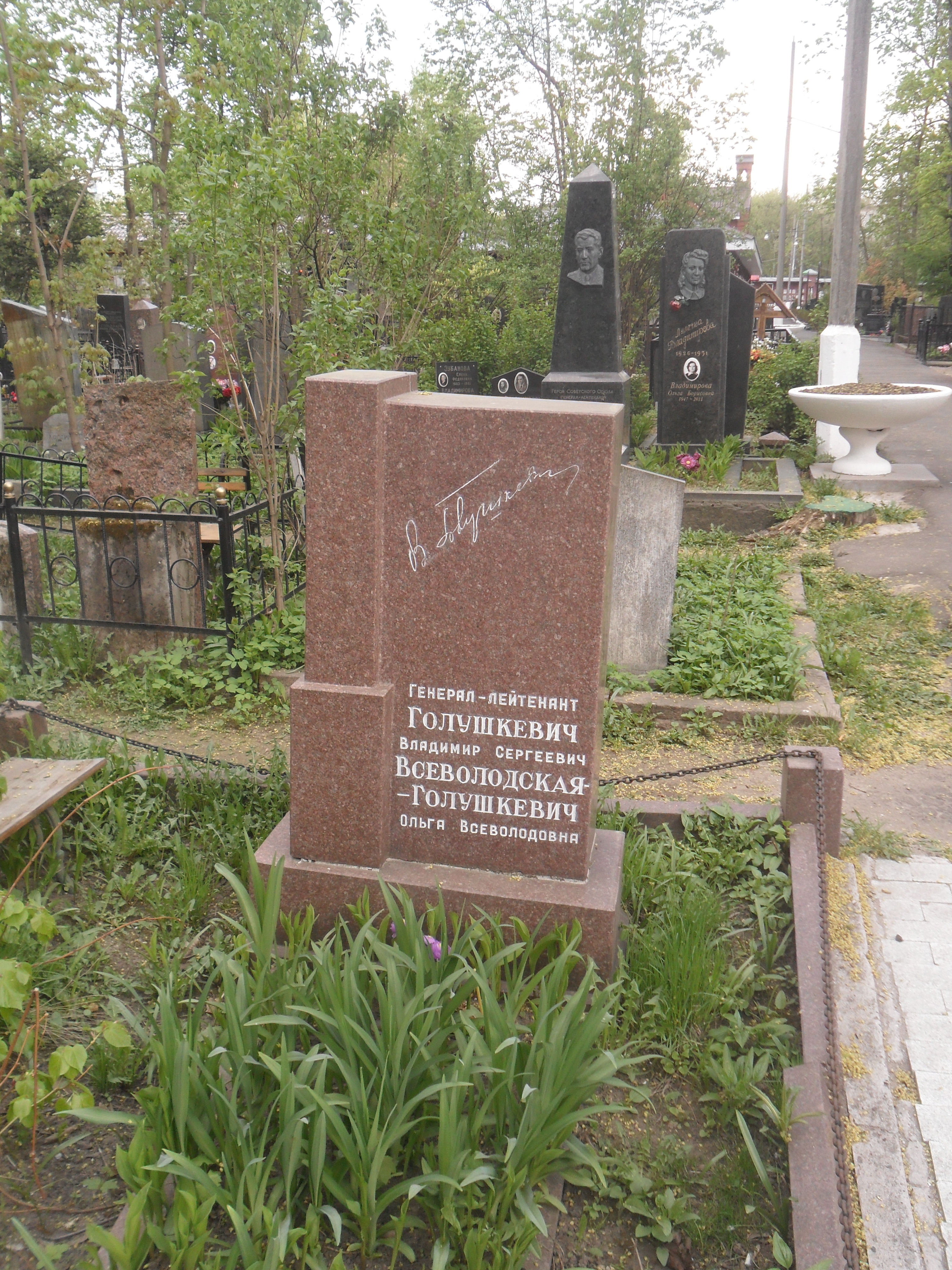
Могила Голушкевича на Введенском кладбище Москвы

Русский.[значимость факта?] В РККА с 15 февраля 1918 года, участвовал в Гражданской войне. После войны — на командных и штабных должностях.
Член ВКП(б) с 1939 года. В 1939—1940 годах преподавал в Военной академии РККА имени М. В. Фрунзе.
В январе 1940 года во время советско-финской войны Голушкевич был назначен начальником штаба сформированной в декабре 1939 года 13-й армии, где служил до 2 марта 1940 года.
В годы Великой Отечественной войны с июля 1941 года — в действующей армии на командных должностях: в августе 1941 года — начальник оперативного отдела штаба Центрального фронта, с конца ноября 1941 года — заместитель начальника штаба и начальник оперативного управления Западного фронта. В январе—мае 1942 года — и. о. начальника штаба Западного фронта, затем на эту должность вернулся В. Д. Соколовский, а В. С. Голушкевич вновь стал заместителем начальника штаба этого фронта.
2 января 1942 года Голушкевич получил воинское звание генерал—майора.
В. С. Голушкевич был арестован 20 июля 1942 года лично В. С. Абакумовым. Обвинялся в участии в антисоветской группе, якобы существовавшей в Военной академии РККА имени М. В. Фрунзе, а также в ведении «антисоветских пораженческих бесед, подвергая враждебной критике деятельность Советского правительства по вопросам обороноспособности нашей страны». Следствие велось до января 1943 года, затем в течение 8 лет он вообще не допрашивался. Так как он не признал себя виновным «в участии в заговорщической группе в академии», а давшие показания на него лица впоследствии от них отказались, то в ноябре 1950 года ему предъявили только обвинение «в ведении антисоветских разговоров». 24 марта 1952 года Военная коллегия Верховного суда СССР признала его виновным в совершении преступления, предусмотренного ст. 58—10 ч. 1 УК РСФСР и приговорила его к 10 годам лишения свободы. На суде Голушкевич виновным себя не признал.
Большую часть назначенного срока заключения Голушкевич он провёл в тюрьме во время предварительного следствия, и 19 июля 1952 года он был освобождён по отбытии срока наказания. После смерти И. В. Сталина В. С. Голушкевич 23 мая 1953 года обратился с заявлением на имя своего военачальника периода Великой отечественной войны Г. К. Жукова о снятии с него судимости. Жуков 30 июня 1953 года в докладе на имя министра обороны Н. А. Булганина поставил вопрос о полной реабилитации Голушкевича. 28 июля 1953 года дело генерала Голушкевича было пересмотрено и прекращено за отсутствием состава преступления, он был полностью реабилитирован. Вскоре его восстановили в Советской армии, он служил в Военно-научном управлении Генерального штаба Вооружённых сил СССР.
27 апреля 1962 года Голушкевичу присвоего звание Генерал-лейтенанта.
В. С. Голушкевич умер в 1964 году, похоронен на Введенском кладбище Москвы (21 уч.).

## Награды
- Орден Ленина (30.04.1954, за выслугу лет[7])
- Три ордена Красного Знамени: 15.01.1940, 12.04.1942, 5.11.1954[8]
- Ряд медалей СССР.[источник?]

## Воинские звания
Воинские звания В. С. Голушкевича:
- майор — 13.12.1935;
- полковник — 1938;
- комбриг — 20.02.1940;
- генерал-майор — 02.01.1942;
- генерал-лейтенант — 27.04.1962.